# HowToBasic
HowToBasic je avstralski komedijski You Tube kanal, z več, kot 14 milijoni naročniki in je del celotnega omrežja Fullscreen. Ustvarjalec videoposnetkov ne govori in ne prikazuje svojega obraza ter ostaja anonimen. Kanal ponazarja predvsem bizarne in destruktivne vizualne stvari, preobražene, kot vaje predvsem za kuhanje. Kanal je prvič dobil priljubljenost leta 2013.
Od maja 2020 ima HowToBasic 14 milijonov naročnikov, kar je več, kot kateri koli avstralski YouTube kanal. Ocenjena neto vrednost kanala od februarja 2018 znaša dva milijona ameriških dolarjev. 
Kanal je bil za kratek čas začasno prekinjen: enkrat leta 2014 in spet konec leta 2015 zaradi domnevnih kršitev YouTubove politike o zavajajoči vsebini. Kmalu po vsaki obnovi so kanal obnovili in pridobili vedno več priljubljenosti.

## Opis in zgodovina
Kanal prvič namerno zavaja gledalce, da verjamejo, da gre za kanal, na katerem je mogoče, z video naslovi, sličicami, opisi in splošnim opisom kanala, ki trdi, da so njegovi videoposnetki vadnice o različnih temah, s posebnim poudarkom na kuhanju. Dejanska vsebina videoposnetkov pa prikazuje neznanega moškega, ki v smislu s pogledom na hrano in predmete deluje na več načinov, večinoma tako, da iz njih meče, uničuje in ustvarja velik nered. Nekateri videoposnetki so uporabili dodatne smešnice, pri čemer se pojavijo gostujoči igralci in povezani posnetki. Prvotno so bili videoposnetki pristne vaje zelo preprostih dejanj, na primer "How to pick up an umbrella" ali "How to pour Drinks". 
Pogosta tema videoposnetkov je, da se velik zbor piščančjih jajc (pogosto tudi mleka, raznega mesa (npr. piščanca), ribe, kečapa, majoneze, sladoleda, tekoče čokolade, lubenice ipd.) meče in uniči. Številni videoposnetki vključujejo tekaško bežanje v katerem moški pokaže palec (ali papirni meč, igralno pištolo ali srednji prst) pred kamero, medtem ko usmeri kamero na ustvarjen nered, običajno preden se prizorišče konča. 
24. marca 2018 je HowToBasic objavil video z naslovom "Face Reveal" v katerem predstavlja svoj pravi obraz in kdo sploh je on. Vendar se je video izkazal za parodijo in kompilacijo priljubljenih YouTuberjev, ki trdijo, da so ustvarjalci kanala, na koncu pa nadaljujejo z anonimnostjo legitimnega ustvarjalca. V videoposnetku je bilo več kot 80 posameznikov, med njimi Michael Stevens iz Vsaucea, Markiplierja, Caseyja Neistata, h3h3productions, jacksfilms, iDubbbz, Boogie2988, maxmoefoe, Jacksepticeye in Post Malone.

## Razvrščanje stvari in prostorov

### 1. mesto - jajca
V skoraj vsakem videoposnetku so prikazana piščančja jajca. Po zadnjih podatkih je kanal prikazal več, kot 4.000.000 jajc.

### 2. mesto - WC stranišče
HowToBasic pogosto v stranišču da svoje roke in noge v WC školjko, v katero poleg hrane največkrat zliva raznorazne pijače, kot npr. mleko ali pivo. 

### 3. mesto - lutke
HowToBasic prikazuje dve vrsti lutk: dojenčka in punčke Barbie.

### 4. mesto - slike
Slike v posnetkih največkrat prikazujejo velik nered.

### 5. mesto - kuhinja
V kuhinji je skoraj vedno nered. Eden največjih neredov v kuhinji je prikazoval videoposnetek "How To Make Healthy Ice Cream".

## V popularni kulturi
Junija 2013 so moškega, ki stoji za kanalom HowToBasic, zaslišali v okviru avstralskega televizijskega kanala ob 18:00 na Nine News Perth, objavljenega na STW. Televizijska postaja je na njegovo prošnjo ohranila anonimnost.